# Galińskie
Galińskie (do 2009 Calińskie) – przysiółek wsi Stany w Polsce położony w województwie śląskim, w powiecie kłobuckim, w gminie Przystajń.
W latach 1975–1998 przysiółek administracyjnie należał do województwa częstochowskiego.